# Universitatea din Rijeka
Universitatea din Rijeka (în croată Sveučilište u Rijeci) se află în orașul Rijeka, Croația, cu facultăți în orașe din regiunile Primorje, Istria și Lika⁠(d).
Universitatea din Rijeka este compusă din unsprezece facultăți, o academie de artă, două departamente, biblioteci universitare și Centrul Studențesc Rijeka (SCRI).

## Istorie
În timp ce universitatea modernă a fost înființată la 17 mai 1973, prima școală de învățământ superior a fost înființată în 1627 de către iezuiți și s-a bucurat de un statut egal cu academiile din cele mai mari orașe ale Imperiului Austriac. Facultatea de Filosofie, care a fost fondată în 1726, a funcționat doi ani. Facultatea de Teologie a fost fondată în 1728. Din 1773 până în 1780, Rijeka a fost sediul Academiei Regale. 
Universitatea modernă a fost înființată în anii 1970, într-un deceniu de creștere exponențială a numărului de instituții de învățământ superior din fosta Iugoslavie. În aceea perioadă s-au deschis și universitățile din Osijek, Kragujevac, Split, Mostar, Podgorica, Bitola, Maribor, Banja Luka și Tuzla. 
În 2008, au fost înființate departamentele de biotehnologie, informatică, matematică și fizică. În 2022, departamentul de matematică și departamentul de informatică s-au transformat în facultăți.

## Administrație
Universitatea este formată din unsprezece facultăți, o academie și două departamente, și anume:

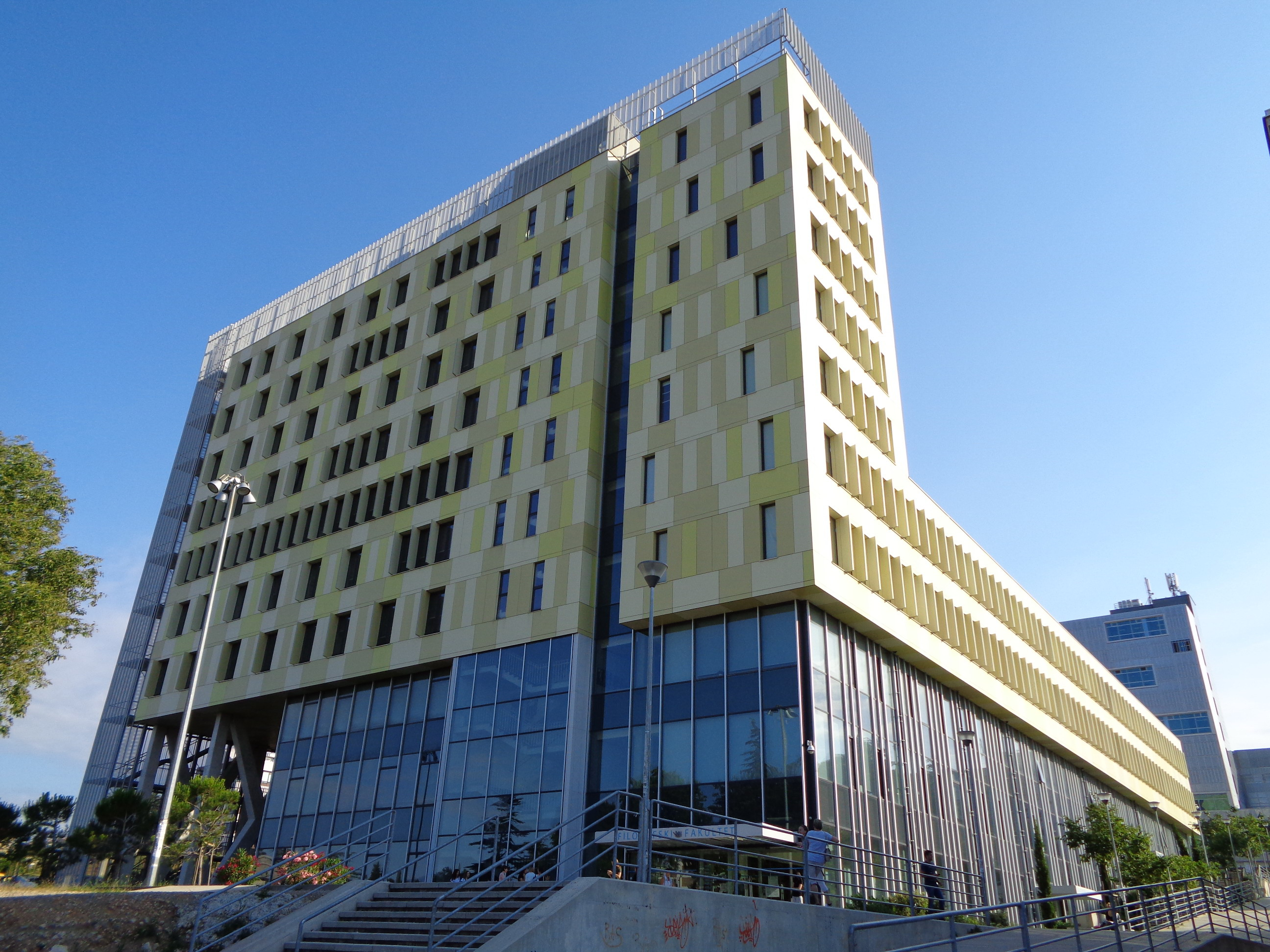
Clădirea Facultății de Filosofie

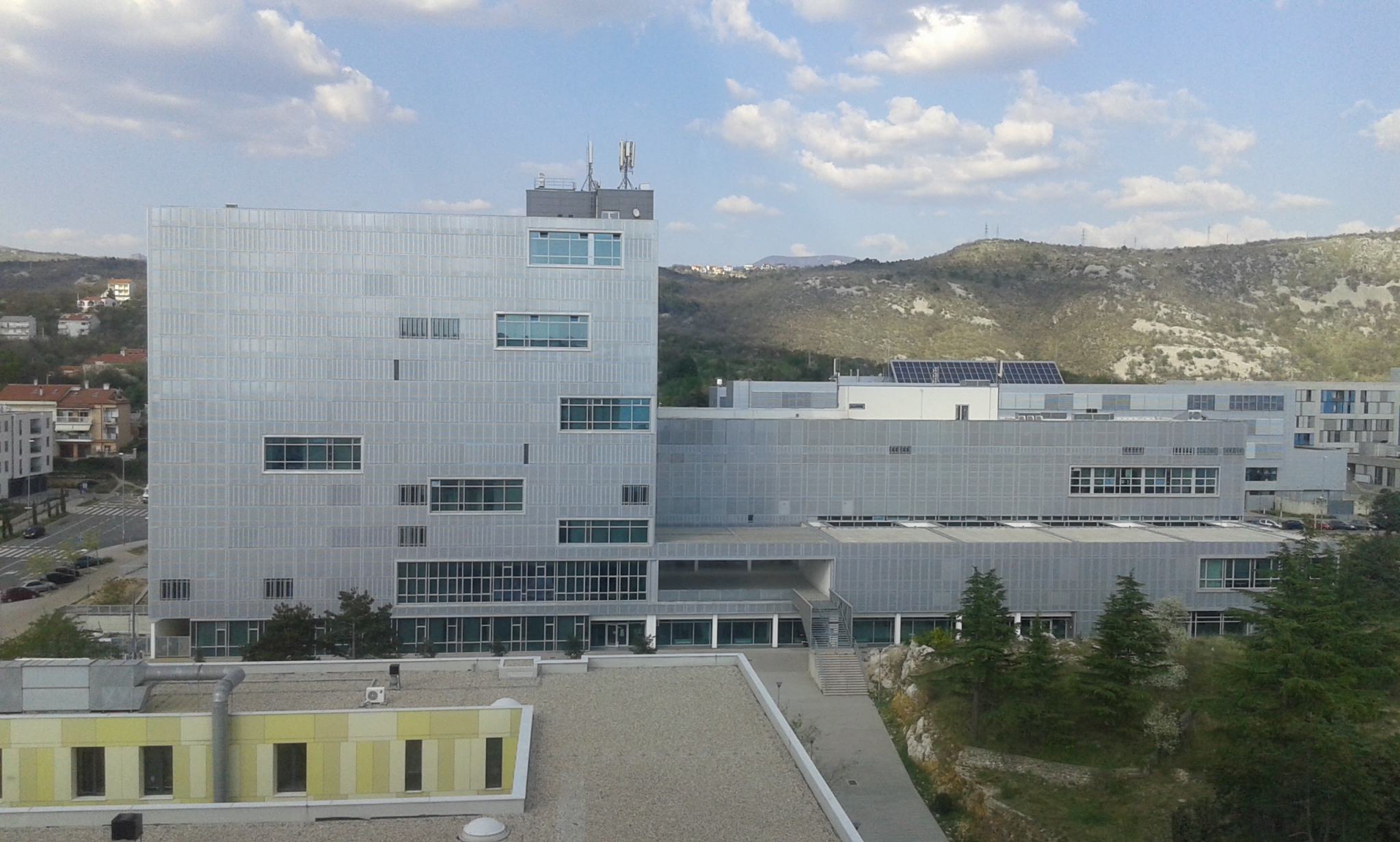
Clădirea Departamentului de Matematică, Informatică si Fizică

### Facultăți și academii
- Academia de Arte Aplicate
- Facultatea de Construcții
- Facultatea de Economie
- Facultatea de Inginerie
- Facultatea de Științe Umaniste și Sociale (Facultatea de Filosofie)[3]
- Facultatea de Drept
- Facultatea de Studii Maritime
- Facultatea de Medicină
- Facultatea de Formare a Profesorilor
- Facultatea de Management al Turismului și Ospitalității (care are  sediul în Opatija)

#### Facultatea de Informatică
De la implementarea procesului Bologna în anul universitar 2005/06, Facultatea de Informatică oferă două programe de licență (de trei ani):
- Informatica
- Informatica în combinație cu o alta materie de la Facultatea de Arte și Științe

Elevii termină cu titlul de licență (scientiae baccalaureus) în informatică. Ambele programe conțin bazele programării, algoritmi, structuri de date, electronica digitală, arhitectura computerelor, rețele de calculatoare, sisteme de operare, baze de date, sisteme informatice, limbaje formale și teoria automatelor, ingineria software, programarea logică, ingineria web, multimedia precum și teoria informației.
După ce a primit gradul B.Sc., studentul poate aplica pentru masterat în patru programe (de doi ani):
- sisteme informatice și de comunicații ,
- informatica pentru afaceri ,
- educație informatică,
- educație informatică în combinație cu o altă materie de învățământ oferită de Facultatea de Arte și Științe

care se termină cu titlul Master of Science⁠(d) (M.Sc.) în informatică sau Master of Education⁠(d) (M.Ed.⁠(d)) în informatică.
În 2012, Departamentul de Informatică al Universității din Rijeka a fost transformat în Centrul Nvidia de Predare a limbajului CUDA.

#### Facultatea de Matematică
După implementarea procesului Bologna în anul universitar 2005/06, Facultatea de Matematică a oferit un program de licență (trei ani) în matematică, care se termină cu titlul de licență în matematică. Cursurile includ subiecte standard de analiză matematică, algebră liniară, analiză numerică, combinatorică teoria graficelor, spații afine și mai ales spații euclidiene, spații metrice, topologie, teoria mulțimilor, geometrie, teoria numerelor, logică matematică, probabilitate și statistică, modelare matematică, optimizare, algoritmi, sisteme informatice si arhitectura calculatoarelor.
După ce a primit gradul B.Sc., studentul poate aplica pentru masterat în două programe (de doi ani):
- educația matematicii,
- educația matematicii și informaticii, împreună cu departamentul de informatică.

În 2010, departamentul de matematică a organizat o conferință privind securitatea informației și combinatorică conexa în cadrul programului NATO Știință pentru Pace și Securitate.

### Departamente
La 1 aprilie 2008, Universitatea din Rijeka a decis să transforme Facultatea de Arte și Științe, departamentele de informatică, matematică și fizică în departamente independente.

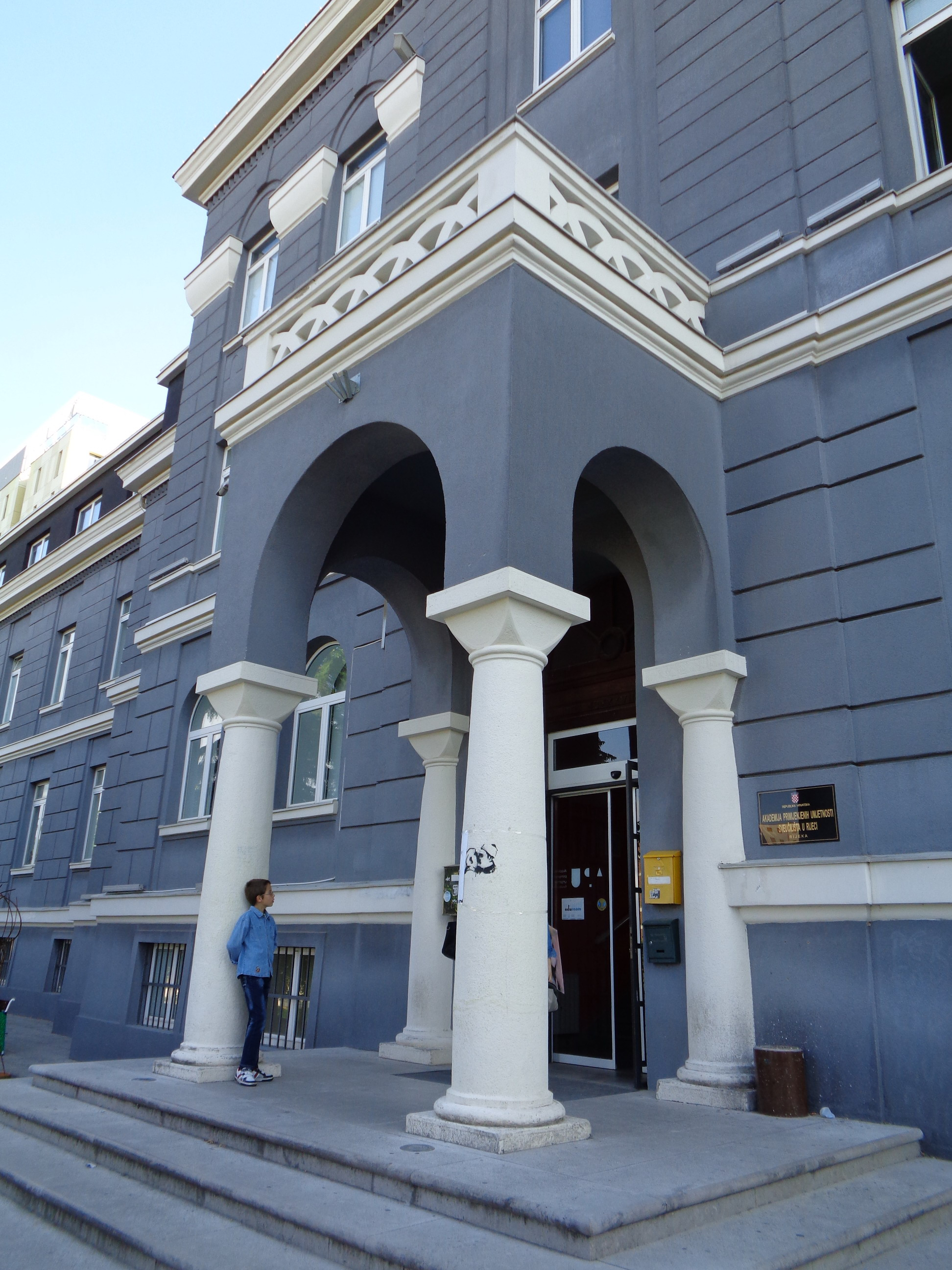
Academia de Arte Aplicate - intrare

- Departamentul de biotehnologie
- Departamentul de fizică

#### Departamentul de biotehnologie
Departamentul de biotehnologie a fost fondat în 2008 și are în prezent peste 60 de angajați. Este situat în clădirea departamentelor din campusul universitar din Trsat⁠(d). Departamentul oferă un program de licență „biotehnologie și cercetare a medicamentelor”, trei programe de master „cercetare și dezvoltare a medicamentelor”, „biotehnologia în medicină” și „chimie medicală”, un program de master în limba engleză „biotehnologie pentru științele vieții” (Biotechnology for the life sciences) și un program de doctorat „chimie medicală”. Mai multe informații pot fi găsite pe site-ul lor.

### Centre

#### Centrul de Studii Iconografice
Centrul de Studii Iconografice (CIS) este un centru de cercetare din cadrul Facultății de Științe Umaniste și Sociale. CIS a fost fondat cu ideea de a promova iconografia și iconologia, ca discipline academice, și de a stabili o platformă pentru academicieni din diferite discipline pentru a cerceta interpretarea artelor vizuale.
Centrul organizează conferințe anuale de studii iconografice, precum și prelegeri, workshop-uri și simpozioane, proiecte internaționale de rețele și cercetare și este implicat în programe de doctorat. Centrul de Studii Iconografice mai publică IKON - revista de studii iconografice.
Departamentul de istoria artei de la Universitatea din Rijeka, în colaborare cu departamentul de teologie de la Universitatea din Zagreb, a organizat prima conferință de studii iconografice în 2007, și astfel a conceput ideea înființării centrului care se dorește să devină platforma pentru cadre universitare din diferite discipline în cercetarea interpretării artelor vizuale. În 2008 au fost publicate lucrările conferinței din 2007, iar atât conferința, cât și revista continuă să fie organizate anual.
În 2011, Centrul de Studii Iconografice a organizat Ziua istoriei artei la Rijeka, care a devenit un eveniment anual pentru regiune, orientat în special către studenți și tineri. A fost publicată și PURITEKA, un e-jurnal pentru articolele studenților. Din 2010, Centrul de Studii Iconografice este partener la un proiect european în cultură: „Francia media – Cradles of European Culture”.
Centrul de Studii Avansate din Europa de Sud-Est (CAS – SEE) „este o unitate organizatorică a Universității din Rijeka specializată în științe sociale și umaniste. Conceput ca un hub regional pentru cercetarea academică de nivel înalt, centrul își propune să stimuleze discursurile publice pe subiecte de mare relevanță societală pentru regiune și Europa. Viziunea centrului este de a promova libertatea de cercetare și de a asigura condițiile necesare dezvoltării inovatoare, intelectuale și științifice într-o serie de probleme social presante cu relevanță în domeniul științelor umaniste și sociale.”

### Rectori
Conducătorii universității dețin titlul de rector (Rektor) și sunt aleși pentru mandate de patru ani. Au fost 13 rectori de la înființarea universității în 1973.
- 1973–1976 - Zorislav Sapunar
- 1976–1978 - Zoran Kompanjet
- 1978–1980 - Josip Deželjin
- 1980–1984 - Slobodan Marin
- 1984–1986 - Predrag Stanković
- 1986–1989 - Mirko Krpan
- 1989–1991 - Petar Šarčević
- 1991–1993 - Elso Kuljanić
- 1993–1998 - Katica Ivanišević⁠(d)
- 1998–1999 - Danilo Pavešić
- 1999–2000 - Josip Brnić
- 2000–2009 - Daniel Rukavina
- 2009–2017 - Pero Lučin
- 2017–prezent - Snježana Prijić-Samaržija

Sursa: lista rectorilor de pe site-ul web al Universității din Rijeka.

## Proiecte studențești
Studenții de la Universitatea din Rijeka lucrează în diferite domenii, iar majoritatea proiectelor sunt fondate de către Consiliul Studențesc Uniri.
Cele mai importante proiecte studențești sunt Onetius, Student Day Festival, Riteh Racing Team, NeuRi și Debate League of Rijeka.

## Clasificare mondială
Universitatea nu este clasată de QS, este clasată pe locul 1066 de USN⁠(d), și pe locul 1329 de CWUR. Nu este listată pentru THE.